# 혼합주의

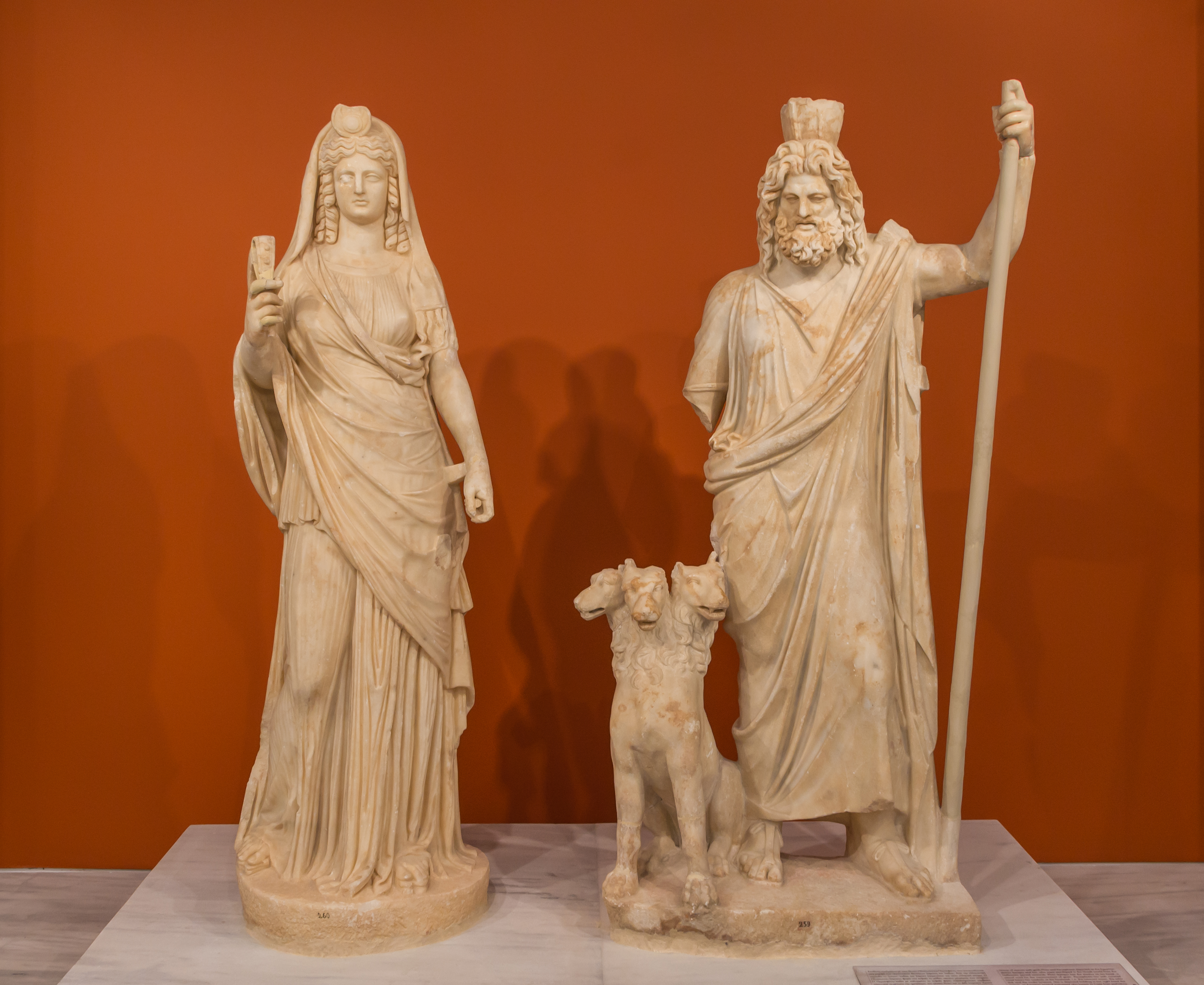
그리스-이집트 혼합주의 대표적인 예인 페르세포네-이시스, 하데스-세라피스.

싱크리티즘(syncretism) 또는 혼합주의(混合主義)는 본질적으로 상이하거나 혹은 완전히 정반대의 성격을 가진 여러 믿음을 조화롭게 공존시키고 다양한 학파의 사상들을 융합하는 것을 가리킨다. 특히 신학과 종교적 신화의 영역에서 근본이 전혀 다른 몇 개의 전통을 하나로 합하고 유추하여 조화시키려는 시도로 흔히 나타난다.
고대 이집트에서는 각 도시와 지방의 신과 신화, 신학들을 혼합하여 새로운 강력한 신앙을 만들기도 하였다. 알렉산드로스 대왕에서 시작된 헬레니즘 시대와 로마 제국 시대에 각지의 다른 종교들이 서로 결합되었다. 기원후 1세기부터 3세기까지 융성하였던 나스티시즘은 고대의 대표적인 혼합주의 종교 운동 중 하나이다. 3세기에 페르시아의 마니는 기독교 · 조로아스터교 · 불교의 요소를 혼합하여 나스티시즘의 일파인 마니교를 창시하였다. 16세기에는 무굴 제국의 구루 나나크가 이슬람교와 힌두교의 요소를 혼합하여 시크교를 창시하였다.
종교 분쟁의 역사가 곧 인류 역사 자체였다는 반성 위에서 세계 종교 통합 운동도 일어나고 있다. 19세기에 일어난 바하이 신앙도 그 일환으로 볼 수 있다.
혼합주의적 경향은 문학, 음악, 그리고 문화의 표현양식에서도 흔히 찾아 볼 수 있다.

## 같이 보기
- 나스티시즘
- 불교와 기독교
- 절충주의